# نمایشگاه جام لیگ‌ها ۲۰۲۲
نمایشگاه جام لیگ‌ها ۲۰۲۲ یک نسخه دوستانه از جام لیگ‌ها بود، یک رقابت فوتبال سالانه بین باشگاه‌های لیگ برتر فوتبال ایالات متحده آمریکا و لیگ مکزیک در آمریکای شمالی. این رویداد دارای پنج مسابقه بین تیم‌های ام‌ال‌اس و لیگ مکزیک بود که در اوت و سپتامبر ۲۰۲۲ برگزار شد. این مسابقات، جایگزینی برای جام لیگ‌ها ۲۰۲۲ بود که قبلاً برنامه ریزی شده بود، که به دلیل ازدحام برنامه‌های جام جهانی فوتبال ۲۰۲۲ و عوامل دیگر برگزار نشد.

## پیش زمینه
سومین دوره جام لیگ‌ها در ابتدا برای سال ۲۰۲۲ برنامه ریزی شده بود و ورزشگاه الیجنت در پارادایس، نوادا به عنوان میزبان فینال انتخاب شد. با این حال، در ۱۴ آوریل ۲۰۲۲، فدراسیون‌های فوتبال آمریکا و و مکزیک اعلام کردند که مسابقات ۲۰۲۲ به دلیل شلوغی مسابقات جام جهانی فوتبال ۲۰۲۲ و عوامل دیگر برگزار نخواهد شد و به جای آن یک سری بازی‌های دوستانه که به عنوان نمایشگاه جام لیگ‌ها شناخته می‌شود، جایگزین خواهد شد. طبق گفته فدراسیون فوتبال آمریکا، این نسخه قرار بود "به عنوان پیش نمایش" برای مسابقات گسترش یافته در سال ۲۰۲۳ باشد. به عنوان بخشی از این اعلامیه، تایید شد که نمایشگاه جام لیگ‌ها در ۳ اوت ۲۰۲۲ در ورزشگاه سوفی در اینگلوود، کالیفرنیا برگزار می‌شود. این رویداد دارای دو بازی بود: لس آنجلس گلکسی در برابر گوادالاخارا و لس آنجلس در برابر آمریکا. در ۳۰ ژوئن ۲۰۲۲، اعلام شد که نمایشگاه جام لیگ‌ها شامل سه بازی دیگر می‌شود: سینسیناتی مقابل گوادالاخارا در ورزشگاه تی‌کیوال در سینسیناتی، اوهایو؛ نشویل مقابل آمریکا در ورزشگاه ژئودیس پارک در نشویل، تنسی (هردو در ۲۱ سپتامبر)؛ و رئال سالت لیک در مقابل اطلس در ورزشگاه آمریکا فرست فیلد در سندی، یوتا، در ۲۲ سپتامبر.

## تیم‌ها
| کشور                      | تیم            | مکان                 |
| ------------------------- | -------------- | -------------------- |
| مکزیک ۳ تیم               | آمریکا         | مکزیکوسیتی           |
| مکزیک ۳ تیم               | اطلس           | گوادالاخارا، خالیسکو |
| مکزیک ۳ تیم               | گوادالاخارا    | زاپوپان، خالیسکو     |
| ایالات متحده آمریکا ۵ تیم | سینسیناتی      | سینسیناتی، اوهایو    |
| ایالات متحده آمریکا ۵ تیم | لس آنجلس گلکسی | کارسون، کالیفرنیا    |
| ایالات متحده آمریکا ۵ تیم | لس آنجلس       | لس آنجلس، کالیفرنیا  |
| ایالات متحده آمریکا ۵ تیم | نشویل          | نشویل، تنسی          |
| ایالات متحده آمریکا ۵ تیم | رئال سالت لیک  | سندی، یوتا           |

## ورزشگاه‌ها
| اینگلوود                 | نشویل                        | سینسیناتی                    |
| ------------------------ | ---------------------------- | ---------------------------- |
| ورزشگاه سوفی             | ورزشگاه ژئودیس پارک          | ورزشگاه تی‌کیوال              |
| گنجایش: ۷۰,۲۴۰           | گنجایش: ۳۰,۰۰۰               | گنجایش: ۲۶,۰۰۰               |
|                          |                              |                              |
| سندی                     | اینگلوودنشویلسینسیناتیسندی · | اینگلوودنشویلسینسیناتیسندی · |
| ورزشگاه آمریکا فرست فیلد | اینگلوودنشویلسینسیناتیسندی · | اینگلوودنشویلسینسیناتیسندی · |
| گنجایش: ۲۰,۲۱۳           | اینگلوودنشویلسینسیناتیسندی · | اینگلوودنشویلسینسیناتیسندی · |
|                          | اینگلوودنشویلسینسیناتیسندی · | اینگلوودنشویلسینسیناتیسندی · |

## مسابقات
| لس آنجلس گلکسی         | ۲–۰   | گوادالاخارا |
| ---------------------- | ----- | ----------- |
| - یوولیچ ۲۸' - پرز ۶۲' | گزارش |             |

| لس آنجلس                                                     | ۰–۰   | آمریکا                                                          |
| ------------------------------------------------------------ | ----- | --------------------------------------------------------------- |
|                                                              | گزارش |                                                                 |
| ضربات پنالتی                                                 |       |                                                                 |
| - پالاسیوس - ولا - جنینگز - سانچز - بیل - اسکوبار - سیفوئنتس | ۵–۶   | - والدز - مارتین - زنخاس - کامپوس - ج. رودریگز - کاسیریس - لارا |

| سینسیناتی                           | ۳–۱   | گوادالاخارا |
| ----------------------------------- | ----- | ----------- |
| - کوبو ۵۳' - هریس ۶۹' - وازکوئز ۷۷' | گزارش | - پرز ۲۰'   |

| نشویل                                   | ۳–۳   | آمریکا                                |
| --------------------------------------- | ----- | ------------------------------------- |
| - بائور ۶' - هاکنسون ۱۴' - ماهر ۸۹'     | گزارش | - دام ۳۸' - لایون ۵۱' - مارتینس ۹۰+۵' |
| ضربات پنالتی                            |       |                                       |
| - لیل - زوباک - ماهر - هاکنسون - آنونگا | ۴–۲   | - فیدالگو - وینیاس - مارتینس - لایون  |

| رئال سالت لیک | ۱–۲   | اطلس                         |
| ------------- | ----- | ---------------------------- |
| - هررا ۱۷'    | گزارش | - زالدیوار ۴۱' - رودریگز ۷۱' |